# Matt McLean
Matthew "Matt" McLean (Cleveland, 13 de maio de 1988) é um nadador norte-americano.
Ganhou duas medalhas de ouro na Universíada de 2011. Participou do revezamento 4x200 m livres dos Estados Unidos nos Jogos Olímpicos de Londres 2012.